# 彼得斯堡 (新澤西州)
彼得斯堡（英語：Petersburg）是位於美國新澤西州開普梅縣的非建制地區。

## 歷史
彼得斯堡的郵局於1849年設立，其後於1959年停運。

## 地理
彼得斯堡所處的海拔為高於海平面10米（即33英呎），而該地所採用的時區為UTC-5，即北美东部时区（EST）。同時該地設有夏令時間，為UTC-5調快一小時，即UTC-4（EDT）。